# You've Got to Hide Your Love Away
You've Got to Hide Your Love Away è un brano musicale dei Beatles, contenuto nell'album Help!, pubblicato il 6 agosto 1965.
Il brano fa parte della colonna sonora del film Help!.

## Il brano

### Origine e storia
Scritto da John Lennon (ma accreditato, come d’abitudine, a Lennon-McCartney), è una delle prime incisioni del gruppo a risentire dell'influenza del folk americano e di Bob Dylan, contaminazione presente in molte delle canzoni dell'album stesso, nonché di quelli futuri, come ad esempio Norwegian Wood, contenuta in Rubber Soul.

Lennon, ai tempi della registrazione dell'album Help!, era infatuato di Bob Dylan e sia per la composizione sia per il modo di cantare si ispirò ad un brano dylaniano del 1964 intitolato I Don't Believe You (She Acts Like We Never Have Met).

Il brano viene eseguito anche nell'ambito del film Help!, con i quattro Beatles chiusi all'interno di una stanza.

### Testo e significato
Il testo presenta tra le righe riferimenti all'omosessualità, essendo indirettamente dedicato al manager del gruppo, Brian Epstein.
A supporto di questa tesi fu il musicista/cantante Tom Robinson, il quale fece notare di come, in effetti, Epstein avesse dovuto "nascondere il proprio amore" in un'epoca nella quale l'omosessualità era ancora un crimine in Gran Bretagna.
Nel cantare la canzone, Lennon fece un errore, cantando "two foot small" invece di "two foot tall". Quando gli venne fatto notare lo sbaglio, si dice che abbia risposto: «Lasciamola così. Tutti quegli pseudointellettuali impazziranno».

### Registrazione
È stata registrata pressi gli studi di Abbey Road il 18 febbraio 1965. Della canzone esistono più versioni, e oltre all'originale, presente su Help! e sulla antologia The Beatles 1962-1966, ne è già apparsa una seconda, pubblicata sull'Anthology 2.
Per la prima volta, dai tempi di Love Me Do, i Beatles ospitano un musicista esterno. John Scott ebbe questo onore esibendosi nell'accompagnamento al flauto.

## Cover
Ne sono state fatte numerose cover, tra le quali:
- I Beach Boys sull'album Beach Boys' Party! (1965)
- Eddy Mitchell in francese con il titolo Tu ferais mieux de l'oublier (1965)
- Tim Rose su singolo (1975)
- Elvis Costello
- Joe Cocker
- Terence Trent D'Arby, in occasione del "John Lennon Tribute" (1990) a Liverpool.
- Murray Head registrata per la trasmissione Story of the Beatles su  FR3 (1990)
- U2 (1992)
- Eddie Vedder nella colonna sonora del film Mi chiamo Sam
- Pearl Jam
- Chris Cornell
- Oasis sul lato B di un singolo
- Travis
- The Subways
- Bill Frisell